# أبو إسحاق إبراهيم اطفيش
الشيخ أبو إسحاق إبراهيم بن محمد بن إبراهيم بن يوسف أطفيش (1305 هـ - 1385 هـ) (1888 م - 1965). هو رجل دين وأديب وفقيه إباضي جزائري من أهل بني يسقن في وادي ميزاب، كان من كبار العاملين في سبيل وحدة المسلمين كما في تعبير بعض من ترجموا له. وانتقل في مرحلة من مراحل حياته إلى تونس للدراسة في الزيتونة، وشارك في حركة تونس الوطنيَّة بزعامة عبد العزيز الثعالبي، ولا سيَّما في مقاومة الفرنسيين مما اضطرهم لإبعاده إلى مصر.
وفي مصر أنشأ مجلة المنهاج، وعمل في دار الكتب المصريَّة، فشارك في تحقيق بعض كتب التراث، ثم كان ممثلاً عن لدولة إمامة عُمان في جامعة الدول العربيَّة، ورئيساً لوفدها الرسمي في هيئة الأمم المتحدَّة، وكان قبل ذلك قد أسَّس أول مكتب سياسي لعُمان في القاهرة.
كان أطفيش يكتب المقالات، وله العديد من المقالات السياسيَّة والاجتماعيَّة كانت تنشر في بعض المجلَّات والصحف المصريَّة.

## ولادته ونشأته
ولد ببلدة بني يزقن من قرى وادي ميزاب جنوب الجزائر، في أحضان عائلة كريمة متدينة، أنجبت للعالم الإسلامي عالما فذا من علماء الجزائر وهو عمه قطب الأئمة الحاج محمد بن يوسف اطفيش (ت:1914م).

## حياته
أتم إبراهيم حفظ القرآن في الحادية عشرة من عمره، ثم أخذ مبادئ العلوم العربية والشرعية على يد عمه القطب أمحمد بن يوسف اطفيش في مسقط رأسه، ثم عن المصلح العالم عبد القادر المجاوي بالجزائر العاصمة.
في سنة 1917م يمم تونس ضمن بعثة علمية، فالتحق بجامع الزيتونة، وكان مثار إعجاب مشايخه، ذكاء وأخلاقا وسعة علم. وما لبث أن استهوته السياسة بأجوائها الحماسية الوطنية، فأصبح عضوا بارزا في حزب الدستور التونسي بزعامة عبد العزيز الثعالبي صحبة زملائه في البعثة أبي اليقظان، ومحمد الثميني، وصالح بن يحي.
عرف أبو إسحاق في الأوساط السياسية والثقافية بكرهه الشديد للاستعمار الفرنسي الذي نفاه من الجزائر إلى تونس، وعرف بنشاطه ذاك في الأوساط التونسية، وما لبث أن جاءه قرار النفي والإبعاد من السلطات الفرنسية على أن يختار أي بلد يشاء، فاختار مصر التي وصلها في 23 فبراير 1923م، وهي نفس الفترة التي نفي فيها كل من الأمير خالد بن عبد القادر الجزائري، وعبد العزيز الثعالبي الذين تربطهما بأبي إسحاق روابط العمل الوطني. في مصر تزوج بنت المفكر والكاتب قاسم بن سعيد بن قاسم بن سليمان الشماخي المسماة سبيعة. أصل قاسم من جربة بتونس وأصل العائلة الشماخية من يفرن بليبيا. أَنجب منها جميع أبنائه الخمسة وأُختا لهم، وقد قضت زوجته آخر أيامها في ميزاب بالجزائر بعد وفاة زوجها (دفن في مقبرة الشماخي) مع ابنها الربيع، ودفنت هناك. وفي القاهرة وجد المجال واسعا للعمل الوطني، فنشط في ميدان السياسة والفكر وقام بأعمال جليلة في الصحافة، وتحقيق التراث، والتأليف، إلى جانب نشاطه الاجتماعي مع الجمعيات الخيرية ذات التوجه الإصلاحي الإسلامي.  

## أعماله ونشاطاته
أصدر وترأس تحرير مجلة المنهاج ما بين 1344هـ/1925م- 1349هـ/1930م، التي عرفت بتوجهها السياسي والاجتماعي القويين، فكانت تنشر مقالات لكتاب عرفوا بعدائهم الصريح للاستعمار الغربي، تكشف عن مخططات الإنجليز والفرنسيين الاستيطانية في الحجاز وال[وضح من هو المقصود ؟] والمغرب العربي بأسلوب تحليلي عميق. وفي الميدان الديني والاجتماعي كانت ترد على مقالات التغريبيين المعجبين بالمدنية الغربية، المشككين في ثراء الحضارة الإسلامية، وقدرتها على التطور، ومن ثم فإنها منعت من دخول كثير من البلاد العربية والإسلامية. وما لبثت بعد مضايقات سياسية، ومتاعب مالية أن توقفت، فأسند اطفيش رخصة صدورها إلى زميله في الكفاح الوطني محب الدين الخطيب، وكان ذلك سنة 1931م، فأخذت تصدر في شكل جريدة محتفظة بالعنوان نفسه (المنهاج).
أسس مع صديقه الخضر حسين جمعية الهداية الإسلامية.
في أواخر الخمسينيات وبداية الستينيات أصبح عضوا فعالا في جمعية تعاون جاليات شمال أفريقية، والمؤتمر الإسلامي المنعقد بالقدس سنة 1350هـ/1930 م
كان عضوا نشيطا في [وضح من هو المقصود ؟] الذي تربطه بزعيمها الحسن البنا صداقة حميمة.
كان عضوا نشيطا في مكتب إمامة عمان بالقاهرة، إذ أسند إليه الإمام غالب بن علي التعريف بقضية [وضح من هو المقصود ؟] في المحافل الدولية، والجامعة العربية، وسافر من أجل ذلك إلى [وضح من هو المقصود ؟] وإلى أمريكا ناطقا رسميا في الأمم المتحدة.
في جوان 1359هـ/1940 م أسندت إليه وزارة الداخلية المصرية مهمة الإشراف على قسم التصحيح بدار الكتب المصرية، وكان من أجل أعماله فيها:
- تحقيق وتصحيح أجزاء من الجامع لأحكام القرآن للقرطبي.
- تصحيح كتاب المعجم المفهرس لألفاظ القرآن الكريم، من تأليف محمد فؤاد عبد الباقي.
- تصحيح وتحقيق أجزاء من كتاب نهاية الأرب، وغيرها.
- وكان وهو بدار الكتب المصرية مرجع الفتوى في العلوم الشرعية واللغوية، شارك مشاركة فعالة في تحرير مادة الموسوعة الفقهية، ولا سيما فيما يتعلق بالمذهب الإباضي. وهكذا تألق أبو إسحاق بين زملائه، وعرف بينهم بغزارة العلم، ودقة التحقيق، والإخلاص في العمل، كما اشتهر بينهم بقوة عارضته إذا حاجج، ورحابة صدره إذا نوقش، ورسوخ قدمه في مجالي الشريعة وعلوم اللغة إذا استفتي أو استشير. ولعل ما بهر به المصريين فعلا هو إخلاصه النادر لعمله ما يقرب لأربعين سنة كان فيها مثالا للجد والمثابرة والتفاني، واكتسب من أجل ذلك صداقة فطاحل علماء مصر من أمثال مصطفى المراغي شيخ جامع الأزهر، ومحمد أبو زهرة، ومحمد علي النجار، ومحمد سلام مذكور، ومصطفى عبد الرزاق، ومنصور فهمي، وغيرهم.

إن وجود أبي إسحاق في مصر أفاد القضية الجزائرية إفادة كبرى، فقد كان يقف لمؤامرات الاستعمار الفرنسي بالمرصاد، كشفا وفضحا، لا يكتفي بما يكتبه بقلمه في مجلته المنهاج، بل كان يستنهض للكتابة أشهر الأقلام الوطنية المصرية، من أمثال أحمد زكي باشا، ومحب الدين الخطيب، ومحمد علي الطاهر، وغيرهم.
كما كان له الفضل العظيم في إزالة الكثير من الأخطاء التي كانت عالقة بأذهان بعض الباحثين عن الإباضية، وصحح الكثير من المعلومات التي تنوقلت عن المصادر التاريخية التي ألفت في عصور التفرق والفتنة.

كتب عنه الأستاذ المجاهد أحمد توفيق المدني في مذكراته «حياة كفاح» فقال: «وأما إبراهيم اطفيش فقد كان عالما لا يشق له غبار، وشخصية عالية جديرة بالاحترام والإعتبار، ورث من جده الكريم صيت العلم ورحابة العمل، وضخامة المركز الاجتماعي، واكتسب بجهده وكفاحه وعنائه المتواصل علما واسعا، وأدبا رفيعا، وثقافة عالية يغبط عليها، وكان صارما في دينه، تنتقد عليه شدته وقسوته في أمور الحلال والحرام، حتى إنه يحرم كثيرا من المحدثات لمجرد ظن أو شبهة، وكان محجاجا، حاضر البديهة، قوي العارضة، رايته من بعد في مصر يتألق لمعانا بين علمائها ومفكريها، يدفع بالتي هي أخشن لا بالتي هي أحسن ويحبه القوم من أجل ذلك وتزداد مكانته في نفوسهم».

## كتابته وآثاره وأعماله
كان أطفيش يكتب المقالات وتنشر في بعض المجلات كمجلتي الفتح والزهراء لصاحبهما محب الدين الخطيب، كما كان يصنف المصنَّفات في مواضيع شتى سيَّما فيما يتعلق بالمذهب الإباضي تاريخاً وفقهاً، ولكننا لم نستطع الوصول إلى هذه الآثار رغم البحث عنها، وأما ما برز من آثاره للطبع:
| - إلى سبيل المؤمنين. طرح فيها نظرته إلى تطوير التعليم العربي الإسلامي، وردَّ على خصومه من المحافظين، وقد صدر عن المطبعة السلفيَّة بالقاهرة سنة 1923 م. - شرح كتاب الملاحن. شرح على كتاب الملاحن لابن دريد، وهو مطبوع عدَّة مرات. | - النقد الجليل للعتب الجميل. رد فيه على محمد بن عقيل العلوي الذي انتقد مذهب الإباضيَّة، وقد صدر بالقاهرة لأول مرَّة سنة 1924 م، ثم أعيد طبعه بعُمان. - الفرق بين الإباضية والخوارج. طبع عدَّة مرات في الجزائر، ومصر، وعُمان. |

وقد أشار أبو إسحاق في مراسلاته للشيخ أبي اليقظان إلى عدَّة مؤلفات أنجزها أو هو في صدد إنجازها وظلَّت مخطوطات، ولم يعثر عليها إلى حد الساعة، وهي: موجز تاريخ الإباضية، والمحكم والمتشابه، وعصمة الأنبياء والرسل، والأقوال السنية في أحوال قطب الأئمة، والقطب اطْفَيَّش، وصلاة السفر، ومنهاج السلامة فيما عليه أهل الاستقامة، وتفسير سورة الفاتحة، والفنون الحربية في الكتاب والسنة، ومختصر الأصول والفقه للمدارس، و كتاب النقض.

### تحقيقاته
بالإضافة إلى قيامه بالتأليف والكتابة؛ قام أطفيش بتحقيق بعض الكتب وتقديمها للطبع، ومن الكتب التي حققها:
| - تحفة الأعيان بسيرة أهل عمان. لنور الدين السالمي في جزئين، مطبوع عدة مرات بعُمان. - شرح النيل وشفاء العليل. وهو معتمد الإباضيَّة في الفقه؛ قام بتحقيق الأجزاء الثامن والتاسع والعاشر، وهو مطبوع عدَّة مرات في مصر، والجزائر، ولبنان، والسعودية، وإيران. - جامع أركان الإسلام. من تأليف سيف بن ناصر الخروصي العماني. - شامل الأصل والفرع. من تأليف القطب اطفيش. | - مسند الإمام الربيع بن حبيب. في الحديث. - الذهب الخالص. من تأليف القطب اطفيش. - كتاب الرسم. من تأليف القطب اطفيش، ومن شرحه وتحقيقه. - كتاب الوضع. من تأليف أبي زكريا يحي الجناوي. |

## وفاته
في أواخر حياته اشتد عليه مرض في '«البروستاتا»' استدعى إجراء عملية جراحية عاجلة، غير أن القدر كان أسبق، فوافته منيته بعد أيام قليلة من اشتداد المرض، فانتقل إلى رحمة الله، وذلك سحر يوم 20 شعبان 1385هـ الموافق لـ 13 ديسمبر 1965م، وصلى عليه في جامع المطرية محمد المدني عميد كلية أصول الدين بالأزهر الشريف، وشيعت جنازته بحضور كثير من العلماء ورجال الفكر في مصر، وووري جثمانه في مقبرة آل الشماخي، كما أوصى.

## وصلات خارجية
- الأيّام الدراسيّة العلميّة: أبو إسحاق إبراهيم اطفيش الجزائريّ «العَالِم العَامِل»[وصلة مكسورة]
- أبو إسحاق إبراهيم اطفيش | Mzab Media[وصلة مكسورة]
- أبو إسحاق إبراهيم اطفَيَّشْ
- صفحة أبو إسحاق إبراهيم اطفَيَّشْ على موقع فهرس.نت[وصلة مكسورة]